# Great Dane Airlines
Great Dane Airlines — колишня данська авіакомпанія, що базується у місті Ольборг, Данія. 11 жовтня 2021 року авіакомпанія Great Dane Airlines подала заяву про банкрутство та припинила свою діяльність.

## Історія
Створена у 2018 році авіакомпанія пропонує чартерні рейси для низки данських туроператорів, спочатку зі флотом двох літаків Embraer 195 на 118 місць, орендованих у Stobart Air. Авіакомпанія здійснила свій перший рейс 14 червня 2019 року, який був чартерним рейсом з Ольборга до Родосу, тоді як його перший регулярний рейс був з Ольборга до Дубліна 21 червня 2019 року. У період з вересня 2020 року до травня 2021 року авіакомпанія здала два своїх літаки в оренду з обслуговуванням нової авіакомпанії Bamboo Airways. 11 жовтня 2021 року Great Dane Airlines оголосила про банкрутство та припинила свою діяльність.

## Напрямки
Напрямки на 2020:
| Країна          | Місто              | Аеропорт           | Примітки        | Refs   |
| --------------- | ------------------ | ------------------ | --------------- | ------ |
| Хорватія        | Спліт              | Спліт              | Сезонний чартер | [ 9 ]  |
| Хорватія        | Рієка              | Рієка              | Сезонний чартер | [ 9 ]  |
| Хорватія        | Задар              | Задар              | Сезонний чартер | [ 9 ]  |
| Данія           | Ольборг            | Ольборг            | Базовий         | [ 10 ] |
| Греція          | Крит               | Ханья              | Сезонний чартер | [ 9 ]  |
| Греція          | Родос              | Родос              | Сезонний чартер | [ 9 ]  |
| Греція          | Превеза            | Превеза            | Сезонний чартер | [ 9 ]  |
| Ірландія        | Дублін             | Дублін             | Сезонний чартер | [ 9 ]  |
| Італія          | Болонья            | Болонья            | Сезонний чартер | [ 9 ]  |
| Італія          | Неаполь            | Неаполь            | Сезонний чартер | [ 9 ]  |
| Норвегія        | Лаксельв           | Лаксельв           | Сезонний чартер | [ 9 ]  |
| Португалія      | Мадейра            | Мадейра            | Сезонний чартер | [ 9 ]  |
| Португалія      | Лісабон            | Лісабон            | Сезонний чартер | [ 9 ]  |
| Іспанія         | Пальма-де-Мальорка | Пальма-де-Мальорка | Сезонний чартер | [ 9 ]  |
| Туреччина       | Аланія             | Газіпаша           | Сезонний чартер | [ 9 ]  |
| Велика Британія | Единбург           | Единбург           | Сезонний чартер | [ 9 ]  |

## Флот
Станом на січень 2020, флот становить:
| Тип         | В дії | Замовлено | Пасажирів | Примітки |
| ----------- | ----- | --------- | --------- | -------- |
| Embraer 195 | 4     | 1         | 118       |          |
| Загалом     | 4     | 0         |           |          |